# سیارک ۹۰۸۱۸
سیارک ۹۰۸۱۸ (به انگلیسی: 90818 Daverichards، نامگذاری:1995RR) نود هزار و هشتصد و هجدهمین سیارک کشف شده‌است که در ۱۴ سپتامبر ۱۹۹۵ کشف شد.